# 반쪽의 이야기
《반쪽의 이야기》(영어: The Half of It)는 2020년 공개된 미국의 성장 드라마 영화로, 《세이빙 페이스》의 감독 앨리스 우의 차기작이다. 에드몽 로스탕의 희곡 《시라노 드 베르주라크》를 현대적으로 재해석해 제작되었다. 리아 루이스, 대니얼 디머, 알렉시스 러미어, 콜린 쩌우가 출연한다. 사랑을 모르는 모범생 엘리가 말주변 없는 남학생 폴의 연애편지를 대신 써주게 되며 이어지는 이야기이다. 2020년 5월 1일 넷플릭스에서 공개되었다.

## 줄거리
황량한 시골 동네 스쿼헤이미시에 사는 내성적인 모범생 엘리 추. 성적은 좋지만 친구도 없고, 실직자인 아버지와 가난한 집안사정 때문에 명문대 진학은 포기하고 있다. 용돈벌이를 위해 다른 학생들의 대리 숙제를 해주던 그녀에게, 미식축구 특기생인 폴이 편지 대필 의뢰를 해온다. 폴은 학교에서 가장 예쁜 애스터라는 소녀를 짝사랑하고 있었으나, 원체 말주변도 없고 글도 못 쓰는지라 대신 엘리에게 연애편지를 써달라는 것이었다. 그런 사랑을 이해하지 못하는 엘리는 처음에는 질색을 했지만, 결국 자금난 때문에 50달러를 받고 대필을 해주기로 한다.
엘리는 처음에 빔 벤더스를 인용해서 애스터에게 줄 편지를 쓴다. 그리고 놀랍게도 애스터가 관심을 보이는 내용의 답장을 해온다. 애스터는 가벼운 아이들과 어울리는 평소 모습과는 달리 진지하고 철학적인 고민을 품고 있는 아이였다. 엘리는 폴을 가장해 답장을 계속 써나가면서 애스터와 조금씩 교감을 나누고, 그녀에 대해 알아가게 된다. 그리고 그러면서 폴과도 친밀해진다. 난생 처음으로 자신을 이해해주는 친구들을 만난 엘리는 혼란스러워 한다. 우려와는 달리 폴은 애스터와 데이트를 잘 해내고 키스까지 하게 된다.
지역 성당에서 연주회가 열려 반주자로 일하던 엘리도 나가서 연주를 하게 된다. 그러나 악동들의 장난 때문에 공연 중 피아노가 고장나서 엘리는 연주를 망치고 망신을 당할 위기에 놓인다. 그때 지켜보던 폴이 엘리가 평소에 연주하던 기타를 들고 와 엘리에게 넘겨주고 엘리는 피아노 대신 노래를 부르며 기타를 연주한다. 엘리의 노래는 의외의 호응을 이끌어낸다. 그날 밤 뒤풀이 파티에서 엘리는 큰 관심의 대상이 된다. 엘리가 술에 취해 곯아 떨어지자 폴이 자기 집으로 데려가서 재운다.
엘리가 잠에서 깨보니 폴은 나가 있었고, 애스터가 폴네 집에 놀러왔다가 폴의 방에서 자는 엘리를 보고 놀란다. 당황한 엘리는 오해하지 말라고 한다. 애스터는 그런 엘리를 데리고 마을을 나가, 자신만 아는 비밀 노천온천에 데려가 같이 멱을 감는다. 애스터는 폴을 좋게 보고 있지만, 집에서 정해준 상대인 트리그와 결혼하기로 되어 있었다. 한편 폴은 애스터가 아닌 엘리에게 조금씩 마음이 가게 되자, 어느 날 밤 엘리에게 키스를 시도하다 이 장면을 애스터에게 들키게 되고 애스터는 떠나가 버린다. 그리고 애스터를 지켜보는 엘리의 눈빛에서 엘리가 애스터에게 사랑을 느끼고 있음을 눈치채게 된다.
며칠 후 모두가 참석한 성당 미사 때, 트리그가 일어서서 애스터에게 공개적으로 구혼한다. 애스터가 선뜻 대답을 하지 못하는데, 엘리가 불쑥 일어서서 애스터에게 자신의 사랑을 선택하라고 외친다. 엘리의 사랑 철학을 들은 애스터는 이제까지 자신과 연애편지와 문자메시지로 대화한 사람이 폴이 아닌 엘리임을 알게 되고 성당을 박차고 나가버린다. 이후 엘리는 직접 애스터를 찾아가서 화해를 하고, 정식으로 구애한다. 그리고 아버지의 직장 문제가 해결되어 염원하던 그리넬 칼리지에 가게 되었음을 밝히며, 4년 후에 애스터를 만나러 돌아오겠다고 한다. 엘리가 드디어 마을을 떠나는 날, 사업에 성공한 폴이 엘리를 배웅한다.

## 출연진
- 리아 루이스 - 엘리 추
- 대니얼 디머 - 폴 먼스키
- 알렉시스 러미어 - 애스터 플로레스
- 캐서린 커틴 - 콜린 먼스키
- 콜린 쩌우 - 에드윈 추
- 엔리케 무르시아노 - 디컨 플로레스
- 볼프강 노보그라츠 - 트리그 카슨
- 베니 앤 베이커 - 게젤샤프 선생
- 게이비 새멀스 - 앰버
- 메건 스티어 - 쿼디
- 헤일리 머피 - 솔랜지
- 빌리 토마스 마이어트 - 토미 먼스키
- 맷 마인슨 - 빌 먼스키
- 딘 티어니 - 그렉 먼스키
- 패트릭 T. 존슨 - 톰 카슨

## 수상 목록
- 제19회 트라이베카 필름 페스티벌 (2020년) 미국장편경쟁